# بست أوف خالد
بست أوف خالد هو باقة من أحسن أغاني الشاب خالد أصدرته تسجيلات وراس.

## الأغاني
1. «ديدي»
2. «وهران»
3. «عائشة»
4. «عبد القادر» (1، 2، 3 سوليي)
5. «ولي لدارك»
6. «وهران مارسيليا»
7. «الأجنحة»
8. «صحراء»
9. «لا تآخذوني»
10. «نسي نسي» (خالد/قاضى مصطفى)
11. «يا الراي» (نسخة الألبوم)
12. «حمامة»
13. «بنتي»
14. «زلزلت الأرض»
15. «حبي الأول»

## روابط خارجية
- بست أوف خالد على موقع أول موفي (الإنجليزية)
- بست أوف خالد على موقع أول موفي (الإنجليزية)